# Hoffnung im Alentejo
Hoffnung im Alentejo (portugiesisch Levantado do Chão) ist ein Roman des portugiesischen Nobelpreisträgers für Literatur José Saramago, der 1979 in Lissabon bei Editorial Caminho erschien. Der Berliner Aufbau-Verlag brachte 1985 die Übertragung von Rainer und Rosi Bettermann auf den deutschsprachigen Buchmarkt.
In diesem Jahrhundertroman – bescheiden nennt ihn der Autor mit Verweis auf Wirklichkeiten einen „Bericht“ – wird vom Leben, Kämpfen und Sterben des als Kommunist verschrienen Tagelöhners João Mau-Tempo erzählt.

## Überblick
1905 bis 1975 in Portugal – zumeist im Alentejo in ländlichen Gegenden um das Dorf Monte Lavre im Landkreis Montemor-o-Novo: Das Pendant zur titelgebenden Hoffnung ist das Elend, in dem die alentejanischen Tagelöhner mit ihren Familien vor der Nelkenrevolution leben. Auf dem Latifundium wird von Sonnenaufgang bis Sonnenuntergang gearbeitet. Der Lohn ist so gering, dass Hunger gelitten wird.

## Inhalt

### Elend
Der Schuster Domingos Mau-Tempo zieht mit seiner Frau Sara da Conceição und dem ersten gemeinsamen Kind João Mau-Tempo bei Regenwetter von Monte Lavre mit dem spärlichen Hausrat über Land gen São Cristóvão. Mau-Tempo heißt Schlechtwetter. Der Eselskarren erreicht über aufgeweichte Pfade die niedrige Hütte. In dem Dörflein wird ein Schuster gebraucht. 
Domingos verprügelt seine Frau bei jeder Bagatelle. Sara leidet schweigend. Domingos macht ihr ein Kind nach dem andern. Den Trinker hält es nicht in São Cristóvão. Als er mit der größer gewordenen Familie in diesem und jenem Dorf vergebens sein Glück versucht hat, verlässt er die Seinen, streicht zwei Jahre durchs Land und erhängt sich. Saras Vater Laureano Carranca holt die Tochter samt Enkelkindern auf deren Bitten nach Monte Lavre zurück. Inzwischen wurde die Monarchie längst von der Republik abgelöst. An der Herrschaft der Patrões, der Lambertos, Nobertos, Gilbertos, Dagobertos und anderen Latifundienbesitzer in der Gegend hat sich allerdings nichts geändert.
João, „ein mageres Kerlchen“, mit zehn Jahren nach seiner Mutter der älteste in der Familie, rodet für einen Hungerlohn mit der Hacke den Busch. Als er dann um die Zwanzig ist, wird er zu seinem Leidwesen beim Militär für dienstuntauglich erklärt. Doch daheim auf dem Tanzboden ist João mit seinen blauen Augen ein begehrter Tanzpartner. Faustina und João finden sich; wollen immer und ewig beieinander bleiben. So kommt es. Bald wird das Paar Mann und Frau; wartet die spätere Hochzeit nicht ab. Die Kinder António, Gracinda und Amélia kommen zur Welt; wachsen heran. António, das älteste Kind, hütet die Schweine. Als Dreizehnjähriger verrichtet der Junge mit den Männern schwere Waldarbeit und mit fünfzehn Jahren erlernt er das Korkschälen.
Auf Kosten des Gutsherrn werden die Tagelöhner an einem Sonntag nach Évora zu einer Kundgebung der Gefolgsmänner Salazars gegen die Kommunisten transportiert. João, der seine Arbeit behalten möchte und eigentlich sonntags genug Gartenarbeit hat, nimmt notgedrungen daran teil.
Manuel Espada und drei andere ledige junge Männer werden vom Verwalter des Streiks bezichtigt, als sie die staubige Arbeit an der Dreschmaschine niederlegen und den restlichen Tagelohn fordern. Der Gemeindevorsteher lässt die dummen Jungen noch einmal laufen – auch, weil sich Männer für die Arbeitsverweigerer eingesetzt hatten.
Sara da Conceição verliert den Verstand und verbringt den Rest ihres Lebens in der Irrenanstalt Rilhafoles.
João Mau-Tempo und Manuel Espada gehören zu den Anführern des Streiks in Monte Lavre. Die Tagelöhner wollen das Korn nur noch für dreiunddreißig Escudos ernten. Die Patrões wollen das nicht zahlen. Die Verschwörer werden nach Montemor abgeführt.  Gracinda, die ihren weißhaarigen Großvater João zu Fuß in Montemor aufgesucht hatte, tauscht mit dem Verschwörer Manuel Espada Blicke. Die beiden finden sich. Die Revoltierenden haben Glück. Nach dem Verhör in Montemor-o-Novo werden sie freigelassen, müssen allerdings den Rücktransport nach Monte Lavre aus der eigenen Tasche bezahlen. Der stolze Manuel Espada geht lieber zu Fuß. Der 27-jährige Manuel heiratet die 20-jährige Gracinda.
Die Reaktion des Gutsherrn Adalberto auf den Streik: Die Ernte bleibt auf dem Halm.
Nicht alle hatten nach ihrer Festnahme so viel Glück wie João und Manuel. Germano Santos Vidigal wird totgeprügelt. Ihm und einem zweiten, Jahre später Ermordeten, er heißt José Adelino dos Santos (siehe unten), hat José Saramago den Roman gewidmet.
João Mau-Tempo nimmt an einem konspirativen Treff der Kommunisten in Terra Fria (Kalte Erde) teil. 1949 wird er verhaftet, weil er im Dorf die Avante! verteilt hat. In Vendas Novas erhält er dreißig Tage Einzelhaft. Das „Kommunistenschwein“ gibt keine Namen preis. Er wird geschlagen und muss drei Tage strammstehen – „Statue sein“. Bei João bleibt von der Folter gesundheitlicher Schaden zurück. Gebrochen kommt er in das Gefängnis Aljube und darauf in das Gefängnis Caxias in den Saal Nummer sechs. Faustina und einige Verwandte dürfen ihn dort besuchen. Im Januar 1950 wird João entlassen. Das Gefängnis war für ihn eine Universität mit Unterricht in den Fächern Lesen und Arithmetik. Vor einen Richter ist er nicht gekommen. Auf der Heimreise kommt João in Lissabon für eine Nacht bei Ricardo Reis unter.
Im Alentejo gibt es keine Arbeit. António geht nach Frankreich in die Normandie. Gracinda und Manuel bekommen eine Tochter. Maria Adelaide hat die blauen Augen vom Großvater João.
Im Einvernehmen mit der Regierung straft Gutsherr Adalberto die Tagelöhner für eines ihrer Verbrechen. Sie haben Delgado gefeiert. Zur Strafe fällt die Ernte aus. Die Tagelöhner haben wieder einmal keine Arbeit. Unter dem neuen Präsidenten – das ist der „Flußadmiral“ Tomás – wird weitergehungert.
Auf dem Rathausplatz in Montemor flehen die Tagelöhner – José Saramago spricht in bitterem Spott vom „Landpöbel“ – am 23. Juni 1958 um Arbeit. Die PIDE ist präsent und lässt mit einer Maschinenpistolengarbe antworten. José Adelino dos Santos fällt. António Mau-Tempo, aus Frankreich heimgekehrt, rächt sich auf seine Art. Er wirft den Montemorern des Nachts Steine auf die Dächer und entkommt unerkannt nach Monte Lavre zu seinen Eltern.
1972 stirbt João Mau-Tempo. Manuel Espada kämpft in Monte Lavre um den Achtstundentag.

### Hoffnung
Am  25. April 1974 wird die Regierung gestürzt. Der 1. Mai darf gefeiert werden. Die PIDE hat ausgedient. Die Tagelöhner nehmen die Güter der Lambertos, Nobertos, Gilbertos, Dagobertos im Alentejo ohne einen einzigen Schuss in Besitz.

## Zitat
„… wir nehmen alle unsere Leiden in den Tod mit, …“

## Form
Unter dem Ich-Erzähler, einem Städter, kann sich der Leser den Autor vorstellen, denn José Saramago hat eine Weile in Monte Lavre gelebt.
Zwar greift José Saramago mitunter vor, möchte aber „die Regeln des Erzählens“ nicht verletzen.
Die Struktur ist episodisch und der Roman voller Nebengeschichten. Zum Beispiel kommen João und Faustina auf ihren Fußmärschen bei Tante Cipriana vorbei. Die Witwe wohnt am Ufer des Pego da Carriça. Der bei Gewitter reißende Fluss hatte bei solchem Unwetter an einer Furt deren Mann Augusto Pinteú samt Karren und den Mulis verschlungen. Nun steht aber diese winzige, gegen Romananfang vorgetragene Nebengeschichte nicht isoliert da, sondern José Saramago greift in seiner biblisch-allegorisch anmutenden Erzählerpose am Romanende darauf zurück. Apropos Gewitter, überhaupt spielt die unerbittliche Außenwelt – hier die tückische Naturgewalt – im Roman eine der Hauptrollen. José Saramago schreibt, ihr Wüten sei „viel schlimmer, als man es erzählen kann“ und führt als Exempel die Männer an, von denen bei Sturm manchmal einer beim Korkschälen von der Korkeiche gewedelt wird und sich beim Absturz unglücklicherweise mit dem Korkmesser verletzt.
Das oben erwähnte Vorgreifen des Erzählers ist mit ausufernd-vorausphantasierendem Erzählen – teilweise pathetisch überhöht – verbunden: Zum Beispiel auf der oben genannten Kundgebung in Évora sind die Tagelöhner noch nicht so weit wie am Ende des Romans; stimmen noch nicht das Lied Vamos lá saindo an. Manche Episode ist aber eindringlich erzählerisch dicht (hier fehlt das phantastische Element) gestaltet, so zum Beispiel die, in der José  Calmedo, ein Dorfpolizist, João Mau-Tempo im Jahr 1949 unter einem Vorwand festnimmt.
Zeitmarken setzt der Autor fast ausnahmslos indirekt-verschlüsselt. Zum Beispiel legen die vier dummen Jungen die Arbeit an der Dreschmaschine zwei Tage vor dem Bombenattentat auf Salazar nieder – im Klartext: das war 1937. Arbeitsverweigerer Manuel Espada wird zur Strafe zum Schweinehirten degradiert. Weit zurück geht es manchmal in die Geschichte Monte Lavres bis ins Jahr 1427. Der verheiratete Christ und Burgherr Lamberto Horques Alemão vergewaltigt ein junges Mädchen am Brunnen – einfach so. Sein König hat nämlich befohlen, das Land ist zu bevölkern. Und wenn es Jahrhunderte zurückgeht, kommt natürlich die Phantasie des Autors ins Spiel. In dem Fall werden dem Burgherrn, der Unverständliches daherredet, weil er aus Germanien kommt, blaue Augen angedichtet, die das Kind der geschändeten Jungfrau am Brunnen erbt. Wie reizend – jenes Kind ist Urahne des Protagonisten mit den blauen Augen und seiner Enkelin, des Blauäugleins Maria Adelaide.
Der Spott José Saramagos an allen Ecken und Enden ist eines der konstituierenden semantischen Elemente – zum Beispiel, wenn von Senhor Professor Salazar die Rede ist oder vom „Flußadmiral“ Tomás.

## Rezeption
- 1998, Tobias Gohlis in der Zeit: Wo die Hoffnung wuchs: Der Rezensent umschreibt die vorgetragene Lebensgeschichte João Mau-Tempo treffend als die „säkularisierte Fassung des Leidenswegs Christi“ und betont den dokumentarischen Textcharakter. Die beschriebenen Ereignisse seien nicht erfunden, sondern 1976 vom Autor höchstpersönlich vor Ort in Erfahrung gebracht; die Namen der Lokalitäten nicht ausgedacht.
- 2010, Lax bei lovelybooks.de: Der Autor kenne sich aus, denn er stamme aus einer Landarbeiterfamilie, die auf dem Latifundium eines Großgrundbesitzers gearbeitet habe. Der Rezensent relativiert die Einordnung des Protagonisten in die Schublade Kommunist – spricht von „angeblich kommunistischen Aktionen“. In die Rubrik Relativierung fällt auch eine weitere Anmerkung des Rezensenten: Nur Kenner der neueren portugiesischen Geschichte könnten manche politisch gefärbte Anspielung des Autors erkennen und passend einordnen.

## Deutschsprachige Ausgaben

### Verwendete Ausgabe
- Hoffnung im Alentejo. Roman. Deutsch von Rainer und Rosi Bettermann. 314 Seiten. Rowohlt Taschenbuch Verlag, Reinbek 1987 (rororo 22302; Aufl. 1998), ISBN 3-499-22302-3 (Lizenzgeber: Aufbau-Verlag, Berlin und Weimar 1985)